# Список объектов всемирного наследия ЮНЕСКО в Великобритании
В списке всеми́рного насле́дия ЮНЕ́СКО в Соединённом Короле́встве Великобрита́нии и Се́верной Ирла́ндии на 2017 год значится 31 наименование, что составляет 2,5 % от общего числа (1248 на 2025 год). Среди них 26 объектов включены в список по культурным критериям, причём 12 из них признаны «шедеврами человеческого гения» (критерий i); 4 объекта включены по природным критериям (три признаны «природным феноменом исключительной красоты и эстетической важности» — критерий vii), и 1 включён как смешанный объект (также имеет критерий vii).
Кроме этого, по состоянию на 2017 год, 11 объектов на территории Великобритании находятся в числе кандидатов на включение в список всемирного наследия.
Соединённое Королевство ратифицировало Конвенцию об охране всемирного культурного и природного наследия 29 мая 1984 года. Первые пять объектов, находящихся на территории Великобритании, были занесены в список в 1986 году на 10-й сессии Комитета всемирного наследия ЮНЕСКО.

## Список
Объекты в таблице расположены в порядке их добавления в список всемирного наследия ЮНЕСКО.
| #  | Изображение | Название | Местоположение | Время создания    | Год внесения в список        | №      | Критерии           |
| -- | ----------- | --- | --- | ----------------- | ---------------------------- | ------ | ------------------ |
| 1  |             | Побережье «Дорога гигантов» (Giant’s Causeway and Causeway Coast) (ирл. Clochán na bhFómharach)                                                                                               | Историческая провинция: Северная Ирландия Графство: Антрим                                                                                  | —                 | 1986                         | 369    | vii, viii          |
| 2  |             | Замок и кафедральный собор в городе Дарем (Durham Castle and Cathedral) | Историческая провинция: Англия Регион: Северо-Восточная Англия Церемониальное графство: Дарем                                               | XI—XII вв.        | 1986                         | 370    | ii, iv, vi         |
| 3  |             | Ущелье Айрон-Бридж (Ironbridge Gorge) | Историческая провинция: Англия Регион: Уэст-Мидлендс Церемониальное графство: Шропшир                                                       | XVIII век         | 1986                         | 371    | i, ii, iv, vi      |
| 4  |             | Королевский парк Стадли и развалины Фаунтинского аббатства (Studley Royal Park including the Ruins of Fountains Abbey)                                                                        | Историческая провинция: Англия Регион: Йоркшир и Хамбер Церемониальное графство: Северный Йоркшир                                           | XVIII—XIX вв.     | 1986                         | 372    | i, iv              |
| 5  |             | Мегалитические памятники Стоунхендж, Эйвбери и прилегающие археологические объекты (Stonehenge, Avebury and Associated Sites)                                                                 | Историческая провинция: Англия Регион: Юго-Западная Англия Церемониальное графство: Уилтшир                                                 | 4-3 тыс. до н. э. | 1986 (расширен в 2008)       | 373    | i, ii, iii         |
| 6  |             | Замки Эдуарда I в Уэльсе: (Castles and Town Walls of King Edward in Gwynedd) (валл. Cestyll a Muriau Trefi a godwyd gan Edward I o Loegr yng Ngwynedd) * Харлек * Бомарис * Карнарвон * Конуи | Историческая провинция: Уэльс Округ: Гуинет                                                                                                 | XIII вв.          | 1986                         | 374    | i, iii, iv         |
| 7  |             | Острова Сент-Килда (St Kilda) (гэльск. Hiort) | Историческая провинция: Шотландия Округ: Внешние Гебридские острова                                                                         | —                 | 1986 (расширен в 2004, 2005) | 387    | iii, v, vii, ix, x |
| 8  |             | Бленхеймский дворец (Blenheim Palace) | Историческая провинция: Англия Регион: Юго-Восточная Англия Церемониальное графство: Оксфордшир Город: Вудсток                              | XVIII в.          | 1987                         | 425    | ii, iv             |
| 9  |             | Вестминстерский дворец, Вестминстерское аббатство и церковь Святой Маргариты (Westminster Palace, Westminster Abbey and Saint Margaret’s Church)                                              | Историческая провинция: Англия Регион: Большой Лондон Город: Лондон                                                                         | —                 | 1987 (расширен в 2008)       | 426    | i, ii, iv          |
| 10 |             | Город Бат (City of Bath) | Историческая провинция: Англия Регион: Юго-Западная Англия Церемониальное графство: Сомерсет                                                | XVIII в.          | 1987                         | 428    | i, ii, iv          |
| 11 |             | Укреплённые рубежи Римской империи (Frontiers of the Roman Empire): Вал Адриана и Вал Антонина (Hadrian’s Wall and Antonine’s Wall)                                                           | Исторические провинции: Англия и Шотландия Регионы: Северо-Западная Англия, Йоркшир и Хамбер Округа: Фолкерк и др. (Совместно с Германией ) | II в.             | 1987 (расширен в 2005, 2008) | 430    | ii, iii, iv        |
| 12 |             | Кентерберийский собор, Аббатство Святого Августина и Церковь Святого Мартина в Кентербери (Canterbury Cathedral, St Augustine’s Abbey, and St Martin’s Church)                                | Историческая провинция: Англия Регион: Юго-Восточная Англия Церемониальное графство: Кент Город: Кентербери                                 | —                 | 1988                         | 469    | i, ii, vi          |
| 13 |             | Остров Хендерсон (Henderson Island) (питк. Henderson Ailen) | Заморская территория: Острова Питкэрн | —                 | 1988                         | 487    | vii, x             |
| 14 |             | Лондонский Тауэр (Tower of London) | Историческая провинция: Англия Регион: Большой Лондон Город: Лондон                                                                         | XI в.             | 1988                         | 488    | ii, iv             |
| 15 |             | Старый город и Новый город в Эдинбурге (Cultural site Old and New Towns of Edinburgh) | Историческая провинция: Шотландия Округа: Сити-оф-Эдинбург                                                                                  | —                 | 1995                         | 728    | ii, iv             |
| 16 |             | Острова Гоф и Инаксессибл (Gough and Inaccessible Islands) | Заморская территория: Остров Святой Елены                                                                                                   | —                 | 1995 (расширен в 2004)       | 740    | vii, x             |
| 17 |             | «Морской Гринвич» (Maritime Greenwich) | Историческая провинция: Англия Регион: Большой Лондон Город: Лондон                                                                         | XVII в.           | 1997                         | 795    | i, ii, iv, vi      |
| 18 |             | Памятники неолита на Оркнейских островах (Heart of Neolithic Orkney): * Мейсхау * Мегалиты Стеннеса * Круг Бродгара * Скара-Брей                                                              | Историческая провинция: Шотландия Округ: Оркнейские острова                                                                                 | —                 | 1999                         | 514rev | i, ii, iii, iv     |
| 19 |             | Исторический город Сент-Джордж и его укрепления (Historic Town of St George and Related Fortifications, Bermuda)                                                                              | Заморская территория: Бермудские острова | XVII—XX вв.       | 2000                         | 983    | iv                 |
| 20 |             | Горнопромышленный ландшафт Блэнавона (Blaenavon Industrial Landscape) (валл. Tirlun Diwydiannol Blaenafon)                                                                                    | Историческая провинция: Уэльс Графство: Торвайн                                                                                             | XIX в.            | 2000                         | 984    | iii, iv            |
| 21 |             | Юрское побережье Дорсета и Восточного Девона (Dorset and East Devon Coast) | Историческая провинция: Англия Регион: Юго-Западная Англия Церемониальное графство: Дорсет                                                  | —                 | 2001                         | 1029   | viii               |
| 22 |             | Фабрики в долине реки Деруэнт (Derwent Valley Mills) | Историческая провинция: Англия Регион: Ист-Мидлендс Церемониальное графство: Дербишир                                                       | XVIII—XIX вв.     | 2001                         | 1030   | ii, iv             |
| 23 |             | Фабричный посёлок Нью-Ланарк (New Lanark) | Историческая провинция: Шотландия Округ: Саут-Ланаркшир                                                                                     | XVIII—XIX вв.     | 2001                         | 429    | ii, iv, vi         |
| 24 |             | Фабричный посёлок Солтейр (Saltaire) | Историческая провинция: Англия Регион: Йоркшир и Хамбер Церемониальное графство: Уэст-Йоркшир                                               | XIX в.            | 2001                         | 1028   | ii, iv             |
| 25 |             | Королевские ботанические сады Кью (Royal Botanic Gardens, Kew) | Историческая провинция: Англия Регион: Большой Лондон Город: Лондон                                                                         | XVIII—XX вв.      | 2003                         | 1084   | ii, iii, iv        |
| 27 |             | Горнопромышленный ландшафт Корнуолла и Западного Девона (Cultural site Cornwall and West Devon Mining Landscape)                                                                              | Историческая провинция: Англия Регион: Юго-Западная Англия                                                                                  | XVIII—XIX вв.     | 2006                         | 1215   | ii, iii, iv        |
| 28 |             | Акведук Понткисиллте (Pont-Cysyllte Aqueduct) (валл. Traphont Pontcysyllte) | Историческая провинция: Уэльс Графство: Рексем                                                                                              | 1795—1805 гг.     | 2009                         | 1303   | i, ii, iv          |
| 29 |             | Мост Форт-Бридж (The Forth Bridge) | Историческая провинция: Шотландия Округа: Сити-оф-Эдинбург и Файф                                                                           | 1890              | 2015                         | 1485   | i, iv              |
| 30 |             | Пещера Горхэма (Gorham’s Cave Complex) | Заморская территория: Гибралтар | —                 | 2016                         | 1500   | iii                |
| 31 |             | Озёрный край Англии (англ. England’s Lake District) | Историческая провинция: Англия Регион: Северо-Западная Англия                                                                               | —                 | 2017                         | 422    | ii, v, vi          |
| 32 |             | Обсерватория Джодрелл-Бэнк (англ. Jodrell Bank Observatory) | Историческая провинция: Англия Регион: Северо-Западная Англия                                                                               | С 1945 года       | 2019                         | 423    | i, ii, iv, vi      |

### Географическое расположение объектов
| 1 2 3 4 5 6 7 8 9 10 11 12 14 15 17 18 20 21 22 23 24 25 27 28 29 31 32Объекты всемирного наследия в Великобритании | 13 16 19 30Объекты всемирного наследия на заморских территориях |

## Предварительный список
В таблице объекты расположены в порядке их добавления в предварительный список. В данном списке указаны объекты, предложенные правительством Великобритании в качестве кандидатов на занесение в список всемирного наследия.
| #  | Изображение | Название (англ.)                                                                                       | Местоположение                                                                                     | Время создания                    | Год внесения в список | №    | Критерии        |
| -- | ----------- | --- | -------------------------------------------------------------------------------------------------- | --------------------------------- | --------------------- | ---- | --------------- |
| 1  |             | Верфь в Чатеме и её оборонительные сооружения (англ. Chatham Dockyard and its Defences)                | Историческая провинция: Англия Регион: Юго-Восточная Англия Церемониальное графство: Кент          | С XVI века                        | 2012                  | 5670 | ii, iv          |
| 2  |             | Кресвел-Крэгс (англ. Creswell Crags)                                                                   | Историческая провинция: Англия Регион: Восточный Мидленд Ближайшее город: Уорксоп                  | —                                 | 2012                  | 5671 | iii             |
| 3  |             | Дом и место работы Дарвина (англ. Darwin’s Landscape Laboratory)                                       | Историческая провинция: Англия Регион: Большой Лондон Ближайший город: Лондон                      | XVIII век                         | 2012                  | 5672 | iii, vi         |
| 4  |             | Остров Святой Елены (англ. Island of St Helena)                                                        | Заморская территория: Острова Святой Елены, Вознесения и Тристан-да-Кунья                          | —                                 | 2012                  | 5675 | iii             |
| 6  |             | Мауса, Олд-Скатнесс, Ярлсхоф (англ. Mousa, Old Scatness and Jarlshof: the Zenith of Iron Age Shetland) | Историческая провинция: Шотландия Регион: Шетландские острова                                      | IV век до н. э. — II век до н. э. | 2012                  | 5677 | iii, iv         |
| 7  |             | Сланцевая промышленность в северном Уэльсе (англ. Slate Industry of North Wales)                       | Историческая провинция: Уэльс Округ: Гуинет                                                        | XII—XX века                       | 2012                  | 5678 | iii, v          |
| 8  |             | Страна Флоу (англ. Flow Country)                                                                       | Историческая провинция: Шотландия Округ: Хайленд                                                   | —                                 | 2012                  | 5679 | ix, x           |
| 9  |             | Монастыри Уирмут и Джарроу (англ. The Twin Monastery of Wearmouth Jarrow)                              | Историческая провинция: Англия Регион: Северо-Восточная Англия Церемониальное графство: Тайн и Уир | X век                             | 2012                  | 5681 | ii, iii, iv, vi |
| 10 |             | Острова Теркс и Кайкос (англ. Island of St Helena)                                                     | Заморская территория: Теркс и Кайкос                                                               | —                                 | 2012                  | 5682 | x               |
| 11 |             | Знаменитые бальнеологические курорты Европы (англ. Great Spas of Europe) * Город Бат                   | Историческая провинция: Англия Регион: Юго-Западная Англия Церемониальное графство: Сомерсет       | С XVI века                        | 2014                  | 5935 | ii, iii, iv, vi |

### Географическое расположение объектов
| 1 2 3 6 7 8 9 11Объекты Предварительного списка всемирного наследия | 4 10Объекты Предварительного списка всемирного наследия на заморских территориях |

## Исключённые из списка объекты
| #  | Изображение | Название                                                                                   | Местоположение                                                | Время создания | Год внесения в список | №    | Критерии    |
| -- | ----------- | ------------------------------------------------------------------------------------------ | ------------------------------------------------------------- | -------------- | --------------------- | ---- | ----------- |
| 26 |             | Ливерпуль — приморский торговый город (Cultural site Liverpool — Maritime Mercantile City) | Историческая провинция: Англия Регион: Северо-Западная Англия | XVIII—XIX вв.  | 2004                  | 1150 | ii, iii, iv |